# Samfundet Folkhälsans forskningscentrum
Samfundet Folkhälsans forskningscentrum är ett finländskt forskningscenter i Helsingfors som drivs av Samfundet Folkhälsan. Centrets verksamhet är inriktad på både biomedicinsk och hälsofrämjande forskning och bedrivs vid Folkhälsans genetiska institut, Institutet för preventiv medicin, nutrition och cancer (IPMNC) samt inom Programmet för hälsofrämjande forskning. 
Vid Folkhälsans genetiska institut, som bildades 1962 och utgör centrets äldsta avdelning, utreder man den molekylära bakgrunden till ärftliga sjukdomar. Forskningen berör bland annat epilepsi, diabetes och diabeteskomplikationer, osteoporos samt muskel- och ögonsjukdomar. Dessutom studeras populationsstrukturen i isolat och etiologi till tvillingbörder.
Institutet för preventiv medicin, nutrition och cancer undersöker kostens betydelse för hälsan och speciellt för förebyggandet av cancer och andra kroniska sjukdomar som hjärt- och kärlsjukdomar. 
Programmet för hälsofrämjande forskning, som påbörjades 2005, inriktar sig på att förklara vilka faktorer som bidrar till att vissa individer, grupper och samhällen lyckas uppnå och upprätthålla god hälsa och välbefinnande. 
Samfundet Folkhälsans forskningscentrum samarbetar med universitet i Finland och utomlands. Centret är förlagt till Biomedicum i Helsingfors och sysselsätter omkring 100 personer (2006).